# Laurent Schwartz
Laurent-Moïse Schwartz [lorán-moíz švárc], francoski matematik, * 5. marec 1915, Pariz, Francija, † 4. julij 2002, Pariz.

## Življenje in delo
Schwartz je študiral na École Normale Supérieure, doktoriral pa je na Fakulteti znanosti v Strasbourgu. Med 2. svetovno vojno se je skrival pod različnimi imeni, največ kot Laurent Sélimartin.
Med drugim je poučeval na École polytechnique od leta 1959 do 1980.
V prvih letih po 2. svetovni vojni je zgradil izredno lepo, prisrčno teorijo posplošenih funkcij ali porazdelitev (distribucij). V tej teoriji je našla popolno matematično oporo tudi Diracova teorija porazdelitev. Danes so posplošene fukcije enakopravni člani matematičnega pojmovnega sveta.
Za svoje delo na področju teorije porazdelitev je leta 1950 skupaj s Selbergom prejel Fieldsovo medaljo v Cambridgeu, ZDA. Poleg znanstvenega dela je bil znan kot pošten razumnik. Nagibal se je h komunizmu, zavračal pa je Stalinov totalitarizem. Bil je proti francoski osvajalni vojni v Alžiriji.
Bil je član Francoske akademije znanosti (Académie des sciences).